# 凯恩斯效应
凯恩斯效应（英語：Keynes Effect），又名凯恩斯利率效应，是宏观经济学中利率传导机制的一种。宏观经济中，决定利率的主要因素是货币供求，而货币实际量是由名义货币量M和物价水平P决定的，当物价水平P上升而名义货币量M不变时，实际货币量减少；实际货币量减少，即实际货币供应量减少；实际货币供应量减少，引起利率r上升（物价P和利率r同方向的这种变化称为利率效应）；利率r上升的后果就是投资I减少，而投资I支出减少就从而引发社会总需求减少。物价和总需求反方向的这种变化称为凯恩斯效应。簡而言之，价格变化对整个商品需求的影响為：

价格水平P上升→实际货币供应M/P減少→利率r上升→支出（投资）I減少→产出Y減少。

在IS-LM模型中价格不是整个经济商品需求的决定量，因此价格变化对于商品需求没有直接的影响。但是价格变化对金融市场有影响。出于金融市场平衡的条件M/P = L（其中M/P是实际货币供应，L是整个经济对于货币的需求），价格提高会导致实际货币数量缩小。这导致在金融市场上对货币的需求提高。由此经济参加人愿意出售證券，在证券交易所上产生供应多余，这导致证券价格下跌和利率提高。
利率对于整个经济中的货物需求有决定性作用，它导致私人净投资的降低。这导致对于货物需求的降低，因为商品供应相对商品需求反应，整个经济中的平衡收入的降低。
由此可见价格变化与利率变化的作用一样。

## 特殊情况
假如私人投资完全与利率变化脱节的话凯恩斯效应无效。在这种情况下只有金融市场的变化有效。
假如一个经济已经处于流动性陷阱时价格降低导致的货币供给提高对投资需求没有影响。由于市场参加者悲观地预计利率变化，他们主要持货币，而不持证券，因此整个金融市场的供给多余流入投机市场。